# Svinná (Česká Třebová)
Svinná (německy Swinna) je vesnice, část města Česká Třebová v okrese Ústí nad Orlicí. Nachází se asi 4,5 kilometru západně od České Třebové. Svinná leží v katastrálním území Svinná u České Třebové o rozloze 3,12 km².

## Historie
První písemná zmínka o vesnici pochází z roku 1358.

## Pamětihodnosti
- Svinenská lípa – památný strom, v obci u čp. 6

U vesnice se nachází recesisticky pojatá „podhledna“, tzn. prohlubeň v zemi, z níž je „výhled“ do okolní krajiny.

## Další fotografie

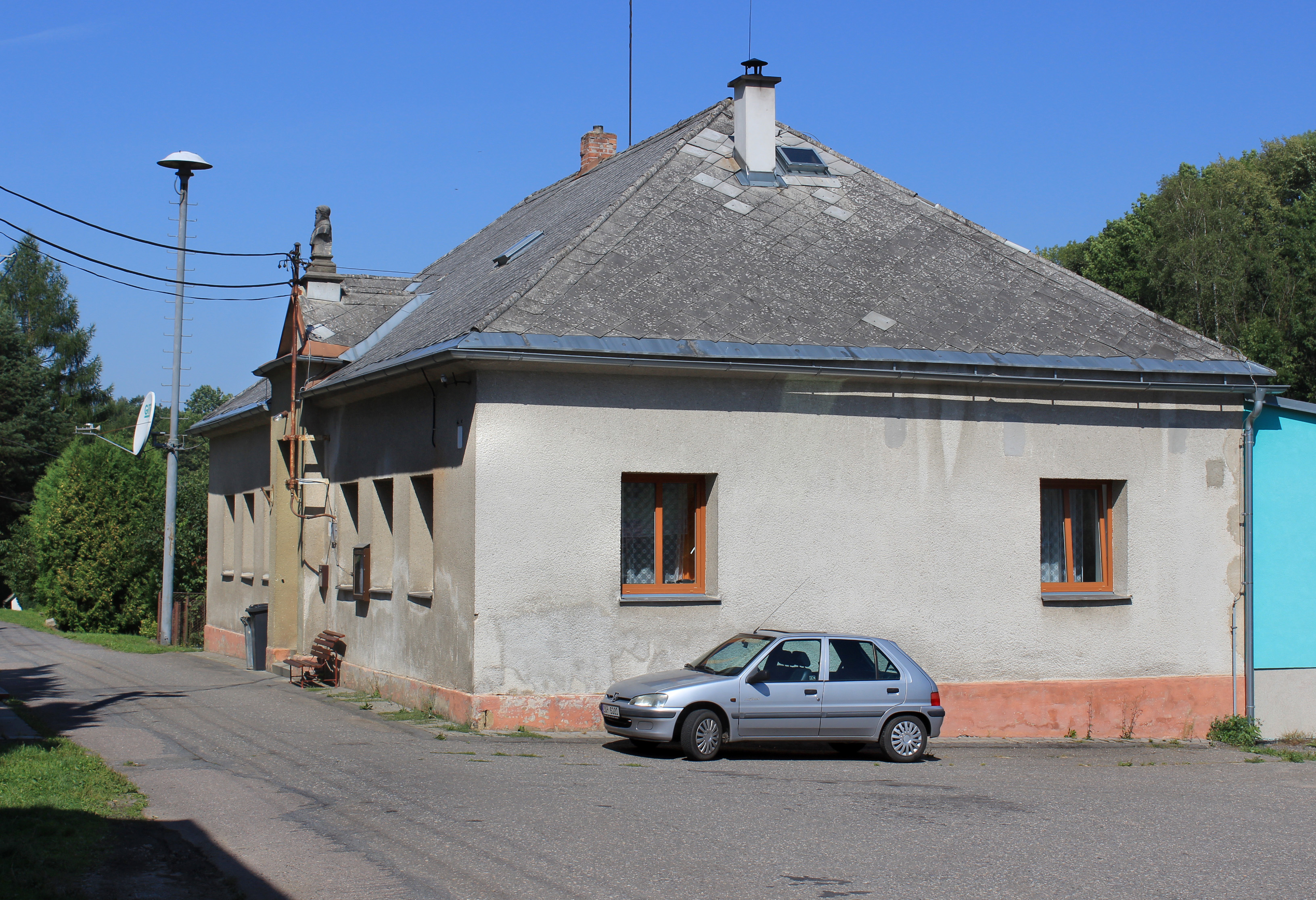
Bývalá škola
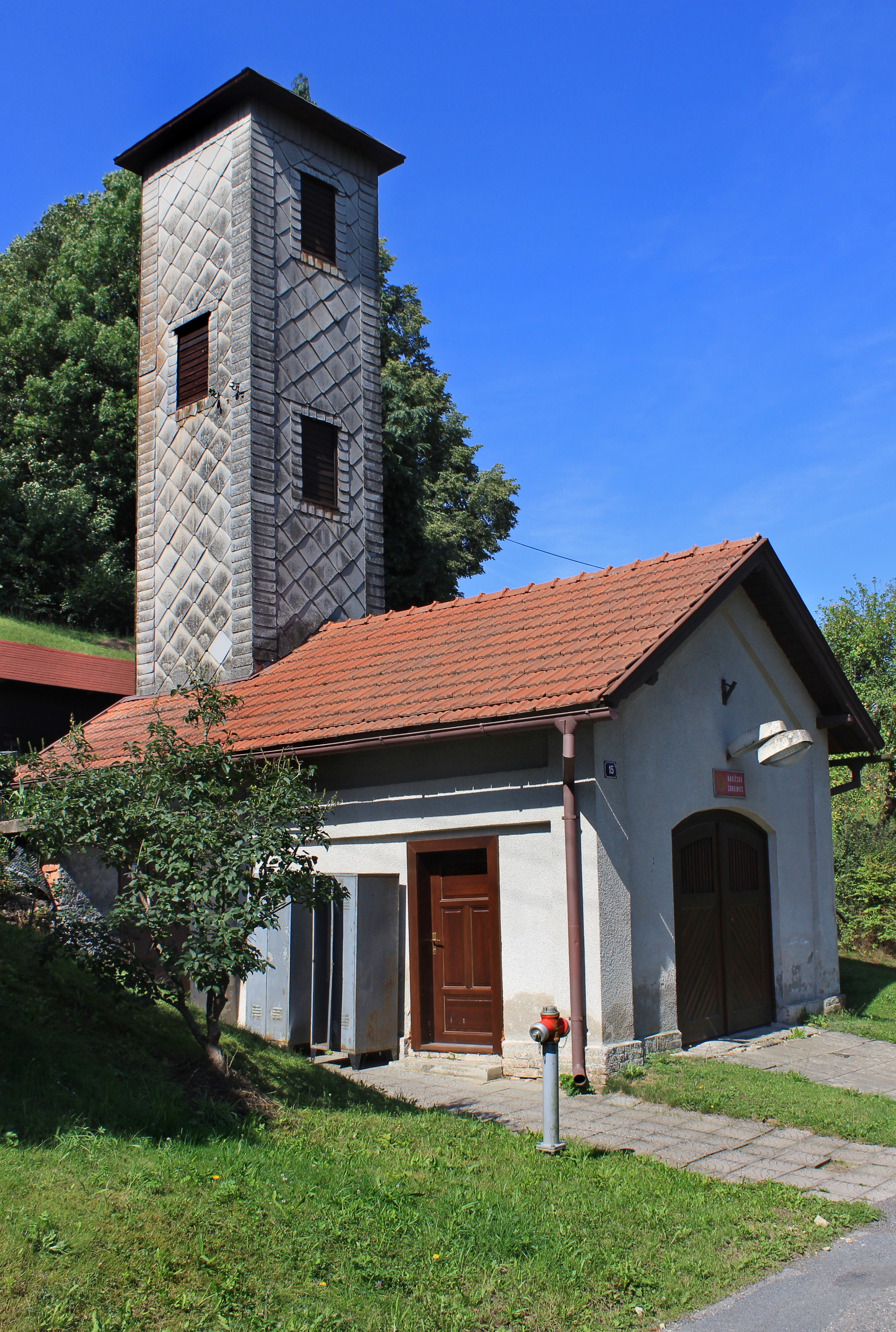
Bývalá hasičská zbrojnice
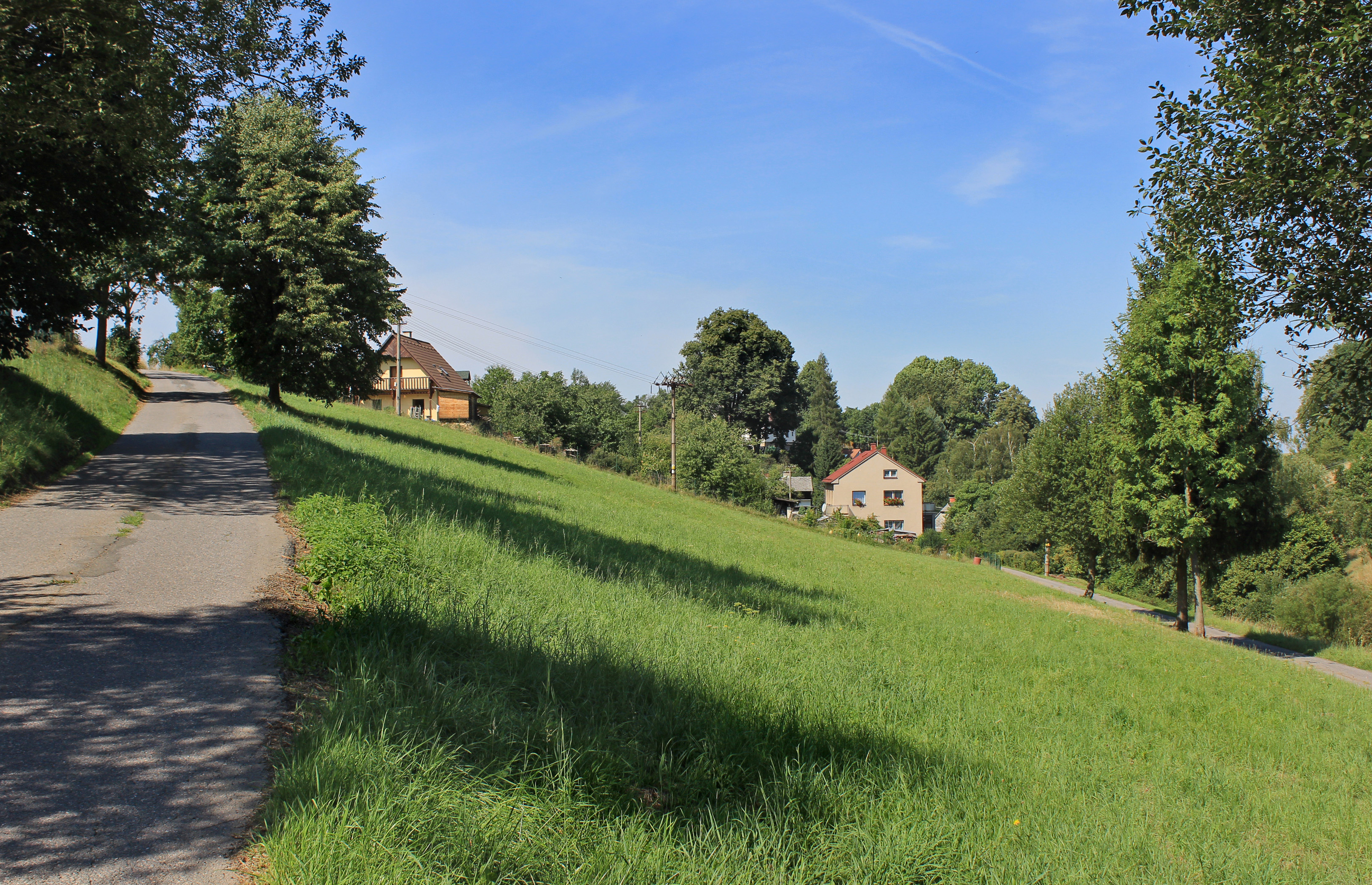
Typické domky ve svahu